# Olivier Beer
Olivier Beer (* 18. Oktober 1990 in Lausanne) ist ein ehemaliger Schweizer Radrennfahrer.

## Sportliche Laufbahn
2009 wurde Olivier Beer Schweizer Meister in der Mannschaftsverfolgung der Junioren, gemeinsam mit Damien Corthésy, Loïc Perizzolo und Cyrille Thièry. 2010 wurde er Fünfter der Meisterschaft von Zürich. Im Jahr darauf belegte er bei den Bahn-Europameisterschaften Rang drei in der Mannschaftsverfolgung (U23), mit Thièry, Jan Keller und Silvan Dillier, wurde Schweizer Meister in der Mannschaftsverfolgung (mit Corthésy, Thièry und Théry Schir) sowie Dritter im 1000-Meter-Zeitfahren.
2012 errang Beer drei nationale Titel, im Scratch, in der Mannschaftsverfolgung sowie im 1000-Meter-Zeitfahren, 2013 im Zeitfahren und im Zweier-Mannschaftsfahren (mit Claudio Imhof), und 2014 wurde er Schweizer Meister im Punktefahren, in der Mannschaftsverfolgung und im 1000-Meter-Zeitfahren.
2016 startete Olivier Beer gemeinsam mit Silvan Dillier, Théry Schir und Cyrille Thièry in der Mannschaftsverfolgung bei den Olympischen Spielen in Rio de Janeiro; der Schweizer Vierer belegte Platz sieben.

## Berufliches
Beer machte an der Haute Ecole de Santé Vaud eine Ausbildung zum Physiotherapeuten.

## Erfolge

### Bahn
2011
- Europameisterschaft (U23) – Mannschaftsverfolgung (mit Silvan Dillier, Jan Keller und Cyrille Thièry)
- Schweizer Meister – Mannschaftsverfolgung (mit Damien Corthésy, Cyrille Thièry und Théry Schir)

2012
- Schweizer Meister – Scratch, 1000-Meter-Zeitfahren, Mannschaftsverfolgung (mit Damien Corthésy, Tino Eicher und Loïc Perizzolo)

2012
- Schweizer Meister – 1000-Meter-Zeitfahren, Zweier-Mannschaftsfahren (mit Claudio Imhof)

2014
- Schweizer Meister – Punktefahren, 1000-Meter-Zeitfahren, Mannschaftsverfolgung (mit Cyrille Thièry, Frank Pasche und Tino Eicher)

2017
- Schweizer Meister – 1000-Meter-Zeitfahren

### Strasse
2013
- Prolog Tour du Jura